# 鴻村
鴻村（こうのそん）は、岡山県児島郡の児島半島中央にあった村。現在の倉敷市児島上の町・児島下の町にあたる。村名は鴻八幡を鎮守としていることによる。

## 地理
- 海洋：瀬戸内海

## 歴史
- 1889年（明治22年）6月1日 - 町村制の施行により、下村・上村の区域をもって発足。
- 1907年（明治40年）4月1日 - 田ノ口村と合併して琴浦村が発足。同日鴻村廃止。

## 交通

### 鉄道路線
現在は旧村域に本四備讃線（瀬戸大橋線）の上の町駅が所在するが、当時は未開業。